# Mohammed Ali Al-Maqdashi
O tenente-general Mohammed Ali Al-Maqdashi (em árabe: محمد علي المقدشي, nascido em 1962) é um oficial militar iemenita. Ele é o actual Ministro da Defesa do Iémen e conselheiro militar do presidente Abdrabbuh Mansur Hadi. Anteriormente, ele foi chefe do Estado-Maior das Forças Armadas do Iémen.
Em 19 de fevereiro de 2020, a explosão de uma mina terrestre atingiu a comitiva do Ministério da Defesa do Governo de Hadi em Marib, deixando seis guarda-costas mortos. Ali Al-Maqdashi sobreviveu ao ataque.